# Montredon
Montredon es una comuna francesa situada en el departamento de Lot, en la región de Occitania.
La ruta del Camino de Santiago de Le Puy pasa por Montredon en dirección a Ostabat-Asme, donde confluye con los Caminos de Tours y de Vézelay. El tramo de 18 km del Camino de Le Puy entre Montredon y Figeac está incluido en el bien cultural "Los Caminos de Santiago en Francia", inscrito en 1998 en la lista de Patrimonio de la Humanidad de la Unesco.

## Demografía
| 282 | 302 | 301 | 288 | 263 | 286 | 300 |
| Para los censos de 1962 a 1999 la población legal corresponde a la población sin duplicidades (Fuente: INSEE [Consultar]) |     |     |     |     |     |     |